# Leclercera yuanzhui
Leclercera yuanzhui es una especie de araña araneomorfa de la familia Psilodercidae. Fue descrita por Chang & Li en 2020.
Habita en China. El holotipo femenino mide 2,20 mm.